# جناح مجترف

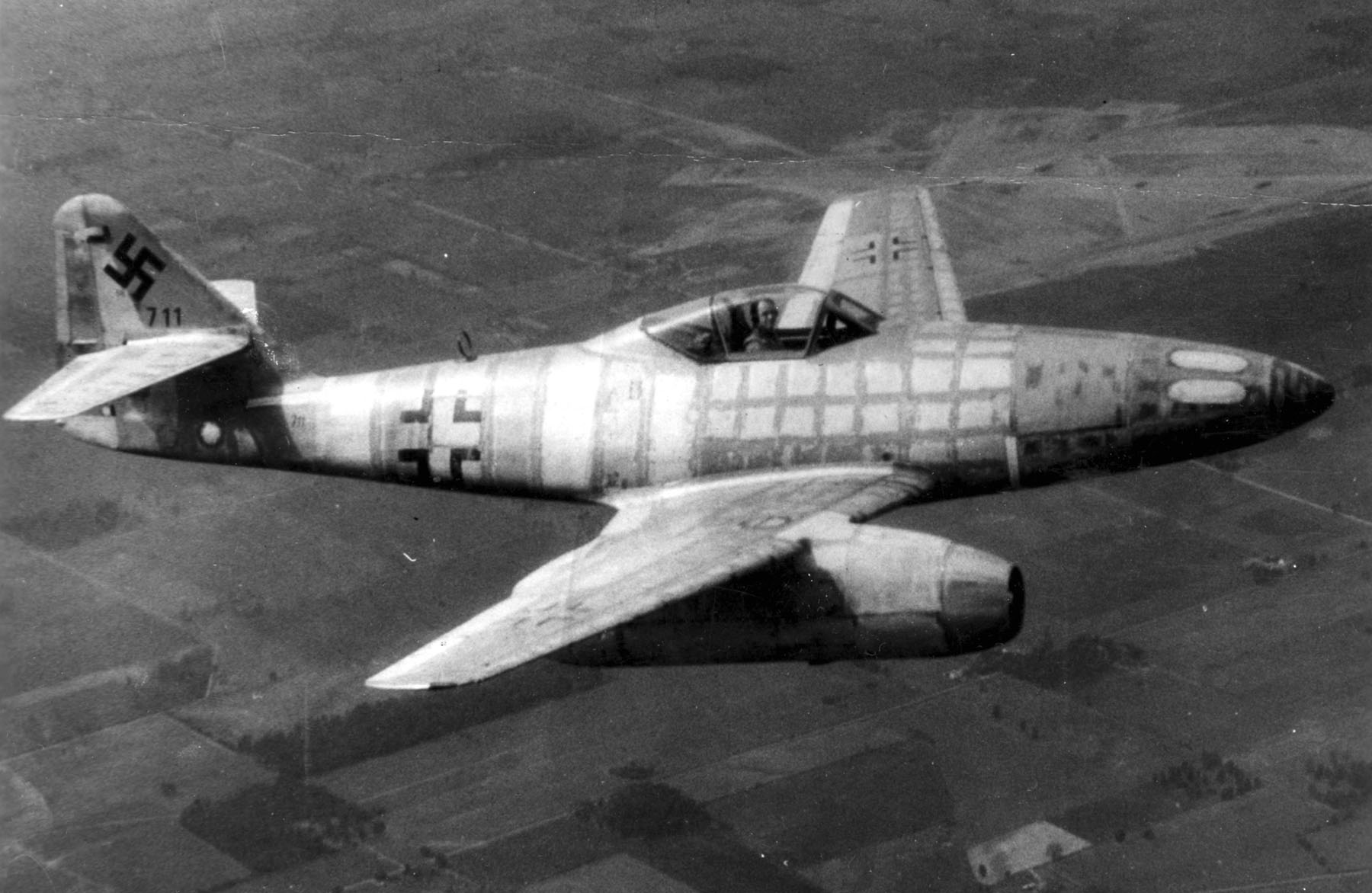
يظهر الجناح المجترف على طائرة من طراز مسرشميت مي 262

جناح مجترَف أو جناح اجتياح أو جناح اكتساح (swept wing) هو الجناح الذي يميل إلى الأمام أو للخلف أحيانًا من جذره وليس في اتجاه جانبي مستقيم.
تطير الأجنحة المجترَفة منذ أيام رواد الطيران. تم التحقيق في اكتساح الجناح بسرعات عالية لأول مرة في ألمانيا منذ عام 1935 بواسطة ألبرت بيتز وأدولف بوسمان، حيث تم العثور على التطبيق قبل نهاية الحرب العالمية الثانية. له تأثير تأخير موجات الصدمة وما يصاحبها من ارتفاع السحب الديناميكي الهوائي الناتج عن انضغاط الموائع بالقرب من سرعة الصوت، مما يحسن الأداء. لذلك، يتم استخدام الأجنحة المجترَفة دائمًا تقريبًا في الطائرات النفاثة المصممة للطيران بهذه السرعات.
المصطلح «الجناح المجترف» يستخدم عادة ليعني «الانجراف للخلف»، ولكن المتغيرات تشمل الاجتياح الأمامي، وأجنحة الاجتياح المتغيرة والجناح المنحرف التي يندفع فيها أحد الجانبين للأمام والآخر للخلف. جناح دلتا هو أيضًا شكل من أشكال الديناميكيات الهوائية.

## أسباب الاكتساح
هناك ثلاثة أسباب رئيسية لاكتساح الجناح:
1. لترتيب مركز ثقل الطائرة والمركز الديناميكي الهوائي للجناح بحيث يتطابقان بشكل وثيق لتحقيق التوازن الطولي، على سبيل المثال مسرشميت مي 163 كومت ومسرشميت مي 262. على الرغم من عدم اكتساح الجناح، إلا أن الألواح الجناح على دوغلاس دي سي -1 في الخارج من الكرات كان لها أيضًا ارتداد طفيف لأسباب مماثلة.
2. لتوفير الاستقرار الطولي للطائرات التي لا تحتوي على ذيل، على سبيل المثال مسرشميت مي 163مسرشميت مي 163 كومت.
3. الأكثر شيوعًا هو زيادة قدرة عدد ماخ عن طريق تأخير تأثيرات الانضغاط إلى سرعة أعلى (التغيرات المفاجئة في كثافة تدفق الهواء)، مثل الطائرات المقاتلة وطائرات الركاب وطائرات رجال الأعمال.
تشمل الأسباب الأخرى ما يلي:
1. تمكين وضع صندوق حمل الجناح لتحقيق الحجم المطلوب للمقصورة، على سبيل المثال إتش إف بي 320 هانسا جيت.
2. توفير راحة هوائية ثابتة تقلل لحظات الانحناء تحت أحمال (g) عالية وقد تسمح بهيكل جناح أخف.

## التصميم الإنشائي
بالنسبة للجناح ذي الامتداد المحدد، فإن اكتساحه يزيد من طول الساريات الممتدة على طوله من الجذر إلى الحافة. هذا يميل إلى زيادة الوزن وتقليل التيبس. إذا ظل الوتر الأمامي والخلفي للجناح كما هو، فإن المسافة بين الحواف الأمامية والخلفية تقل، مما يقلل من قدرته على مقاومة قوى الالتواء (الالتواء). لذلك يجب تقوية الجناح المكتسح ذي الامتداد والوتر المعينين وسيكون أثقل من الجناح المكافئ غير المكسور.
يميل الجناح المجترف إلى الخلف من جذره بدلاً من الأمام. نظرًا لأن الأجنحة تكون خفيفة قدر الإمكان، فإنها تميل إلى الانثناء تحت الحمل. تتسبب المرونة الهوائية تحت الحمل الديناميكي الهوائي في ثني الأطراف لأعلى في الرحلة العادية. يؤدي الاكتساح للخلف إلى تقليل التلميحات من زاوية هجومها أثناء ثنيها، مما يقلل من قوة الرفع ويحد من التأثير. يؤدي التمرير إلى الأمام إلى زيادة التلميحات من زاوية هجومها أثناء ثنيها. يؤدي هذا إلى زيادة قوة الرفع مما يؤدي إلى مزيد من الانحناء وبالتالي مزيد من الرفع في دورة يمكن أن تسبب فشل هيكلي جامح. لهذا السبب فإن التمرير للأمام نادر ويجب أن يكون الجناح صلبًا بشكل غير عادي.
هناك زاويتان مهمتان، واحدة في الطليعة للطائرات الأسرع من الصوت والأخرى 25٪ من طريق العودة من الحافة الأمامية للطائرات دون سرعة الصوت والطائرات العابرة للحدود. يعد اكتساح الحافة الرائد أمرًا مهمًا لأن الحافة الأمامية يجب أن تكون خلف مخروط الماك لتقليل سحب الموجة. يتم استخدام خط ربع الوتر (25٪) لأن الرفع دون سرعة الصوت بسبب زاوية الهجوم يعمل هناك، وحتى إدخال المقاطع فوق الحرجة، كانت القمة عادةً قريبة من وتر الربع.
تختلف زوايا الاكتساح النموذجية من 0 للطائرة ذات الجناح المستقيم، إلى 45 درجة أو أكثر للمقاتلين وغيرها من التصاميم عالية السرعة.

## تصميم ديناميكي هوائي

### طيران دون سرعة الصوت وذات تردد صوتي

اجتياح جناح ياكوفليف ياك 25

يُظهر جناحًا مائعًا في تدفق تران صوتي مع وضع موجة صدمة (خط أحمر). هذا الخط عبارة عن خط ضغط ثابت (isobar) حيث لا يمكن أن توجد موجات الصدمة عبر أعمدة متساوية وللجناح المصمم جيدًا يتزامن مع وتر نسبة مئوية ثابتة كما هو موضح. توضح المثلثات أن جزءًا فقط من تدفق الهواء الساقط (في اتجاه مجرى النهر) هو المسؤول عن إنتاج موجات الرفع أو التسبب في موجات الصدمة (أي ذلك الجزء الذي يظهر بالسهم عموديًا على خط متساوي الضغط الأحمر). طوله خلف الصدمة أقصر مما يدل على أن التدفق قد تباطأ أثناء المرور بالصدمة.

يمكن أن تتشكل موجات الصدمة على بعض أجزاء الطائرة التي تتحرك بسرعة أقل من سرعة الصوت. تتسبب مناطق الضغط المنخفض حول الطائرة في تسارع التدفق، وعند السرعات العابرة للأصوات، يمكن أن يتجاوز هذا التسارع المحلي 1 ماخ. يجب أن يعود التدفق الأسرع من الصوت الموضعي إلى ظروف التدفق الحر حول بقية الطائرة، وعندما يدخل التدفق في تدرج ضغط عكسي في الجزء الخلفي من الجناح، يظهر انقطاع في شكل موجة صدمة حيث يضطر الهواء إلى التحرك بسرعة بطيء والعودة إلى الضغط المحيط.
عند النقطة التي تنخفض فيها الكثافة، تنخفض السرعة المحلية للصوت بالمقابل ويمكن أن تتشكل موجة الصدمة. هذا هو السبب في أن موجات الصدمة في الأجنحة التقليدية تتشكل أولاً بعد الحد الأقصى للسمك / الوتر ولماذا تحتوي جميع الطائرات المصممة للإبحار في النطاق العابر للصوت (فوق M0.8) على أجنحة فوق الحرجة تكون مسطحة في الأعلى مما يؤدي إلى تقليل التغيير الزاوي للتدفق إلى هواء السطح العلوي. يتم تقليل التغيير الزاوي للهواء الذي يكون عادةً جزءًا من توليد الرفع ويتم تعويض هذا الانخفاض في الرفع من خلال الأسطح السفلية المنحنية العميقة المصحوبة بمنحنى انعكاسي عند الحافة الخلفية. ينتج عن هذا موجة صدمة أضعف بكثير باتجاه الجزء الخلفي من سطح الجناح العلوي وزيادة مقابلة في عدد الماك الحرج.
تتطلب موجات الصدمة طاقة لتكوينها. يتم إخراج هذه الطاقة من الطائرة، والتي يجب أن توفر قوة دفع إضافية لتعويض فقدان الطاقة هذا. وبالتالي، يُنظر إلى الصدمات على أنها شكل من أشكال السحب. نظرًا لأن الصدمات تتشكل عندما تصل سرعة الهواء المحلية إلى سرعات تفوق سرعة الصوت، فهناك سرعة معينة «حرجة» حيث يظهر التدفق الصوتي لأول مرة على الجناح. هناك نقطة تالية تسمى رقم آلة انحراف السحب حيث يصبح تأثير السحب من الصدمات ملحوظًا. يحدث هذا عادةً عندما تبدأ الصدمات في الظهور فوق الجناح، والذي يكون في معظم الطائرات أكبر سطح منحني باستمرار، وبالتالي يكون أكبر مساهم في هذا التأثير.
اكتساح الجناح له تأثير في تقليل انحناء الجسم كما يظهر من تدفق الهواء، من خلال جيب التمام لزاوية الاكتساح. على سبيل المثال، سيشهد الجناح الذي تم اكتساحه بزاوية 45 درجة انخفاضًا في الانحناء الفعال إلى حوالي 70٪ من قيمة الجناح المستقيم. هذا له تأثير في زيادة ماخ الحرجة بنسبة 30 ٪. عند تطبيقه على مساحات كبيرة من الطائرة، مثل الأجنحة والذيل، فإن هذا يسمح للطائرة بالوصول إلى سرعات أقرب إلى ماخ 1.
أحد العوامل المحددة في تصميم الجناح المنفلت هو ما يسمى بـ «التأثير المتوسط». إذا كان الجناح الممسوح مستمرًا - وهو جناح مائل مائل، فسيتم تحريك خطوط تساوي الضغط بزاوية مستمرة من طرف إلى طرف. ومع ذلك، إذا تم دفع النصفين الأيمن والأيسر للخلف بشكل متساوٍ، كما هو شائع، فإن خطوط تساوي الضغط على الجناح الأيسر من الناحية النظرية ستقابل متساوي الضغط للجناح الأيمن على خط المنتصف بزاوية كبيرة. نظرًا لأن خطوط تساوي الضغط لا يمكن أن تلتقي بهذه الطريقة، فإنها تميل إلى الانحناء على كل جانب لأنها قريبة من خط الوسط، بحيث تعبر خطوط تساوي الضغط خط الوسط عند الزوايا اليمنى إلى خط المنتصف. يؤدي هذا إلى «تماسك» خطوط تساوي الضغط في منطقة جذر الجناح. لمحاربة هذا الأمر غير الكاسح، اقترح عالم الديناميكا الهوائية الألماني ديتريش كوتشمان واختبر المسافة البادئة المحلية لجسم الطائرة أعلى وأسفل جذر الجناح. ثبت أن هذا لم يكن فعالا للغاية. أثناء تطوير طائرة دوغلاس دي سي -8، تم استخدام الجنيحات غير المرصوفة في منطقة جذر الجناح لمحاربة التكتل.

### رحلة أسرع من الصوت
عادةً ما تقع الأجنحة المنجرفة على الطائرات الأسرع من الصوت داخل موجة الصدمة المخروطية الشكل الناتجة عند مقدمة الطائرة، لذلك «سترى» تدفق الهواء دون سرعة الصوت وتعمل كجناح دون سرعة الصوت. الزاوية المطلوبة للوقوع خلف المخروط تزداد مع زيادة السرعة، عند ماخ 1.3 تكون الزاوية حوالي 45 درجة، وعند 2.0 ماخ تساوي 60 درجة. على سبيل المثال، عند ماخ 1.3، ستكون زاوية مخروط ماخ المتكون من جسم الطائرة حوالي sinμ = 1/M (μ هي زاوية اكتساح مخروط ماخ)

### سلبيات
عندما ينتقل جناح مكسوف بسرعة عالية، فإن تدفق الهواء لا يملك سوى القليل من الوقت للتفاعل ويتدفق ببساطة فوق الجناح بشكل مستقيم تقريبًا من الأمام إلى الخلف. في السرعات المنخفضة، يكون للهواء وقت للتفاعل، ويتم دفعه بشكل ممتد من خلال الحافة الأمامية المائلة نحو طرف الجناح. في جذر الجناح، من خلال جسم الطائرة، هذا له تأثير ملحوظ قليل، ولكن عندما يتحرك المرء نحو قمة الجناح، يتم دفع تدفق الهواء على طول ليس فقط من خلال الحافة الأمامية، ولكن الهواء المتحرك بجانبه. عند الطرف، يتحرك تدفق الهواء على طول الجناح بدلاً من فوقه، وهي مشكلة تُعرف باسم التدفق الممتد.
ينتج الرفع من الجناح عن طريق تدفق الهواء فوقه من الأمام إلى الخلف. مع زيادة التدفق الممتد، يكون للطبقات الحدودية على سطح الجناح وقتًا أطول للتنقل، وبالتالي فهي أكثر سمكًا وأكثر عرضة للانتقال إلى الاضطراب أو فصل التدفق، كما أن نسبة العرض إلى الارتفاع الفعالة للجناح تكون أقل وبالتالي فإن تسرب الهواء "حول أطراف الجناح مما يقلل من فعاليتها. ينتج التدفق الممتد على الأجنحة المكسورة تدفقًا للهواء يحرك نقطة الركود على الحافة الأمامية لأي جزء جناح فردي بعيدًا عن الحافة الأمامية، مما يزيد من زاوية الهجوم الفعالة لقطاعات الجناح بالنسبة إلى الجزء الأمامي المجاور. والنتيجة هي أن أجزاء الجناح البعيدة نحو الخلف تعمل بزوايا هجوم أعلى بشكل متزايد مما يعزز التوقف المبكر لتلك الأجزاء. يشجع هذا المماطلة الطرفية على الأجنحة المجترفة للخلف، حيث تكون الأطراف أكثر للخلف، بينما يؤخر مربط الأطراف للأجنحة المندفعة للأمام، حيث تكون الأطراف للأمام. مع كل من الأجنحة الأمامية والخلفية، سيتوقف الجزء الخلفي من الجناح أولاً مما يخلق لحظة مقدمة على الطائرة. إذا لم يتم تصحيحها من قبل الطيار، فسوف تنطلق الطائرة، مما يؤدي إلى مزيد من توقف الجناح والمزيد من التأرجح بطريقة متباعدة. عُرف عدم الاستقرار الذي لا يمكن السيطرة عليه باسم رقصة سابر في إشارة إلى عدد طائرات إف-100 سوبر سابر الأمريكية الشمالية التي تحطمت عند الهبوط نتيجة لذلك.
تم تقليل الانحراف إلى مستوى مقبول بطرق مختلفة مثل إضافة زعنفة تُعرف باسم سياج الجناح على السطح العلوي للجناح لإعادة توجيه التدفق إلى اتجاه مجرى. كان طراز ميغ-15 أحد الأمثلة على الطائرات المجهزة بأسوار الجناح. كان التصميم الآخر المرتبط ارتباطًا وثيقًا هو إضافة شق سن الكلب إلى الحافة الأمامية، المستخدم في اعتراض أفرو آرو. اتخذت التصميمات الأخرى نهجًا أكثر جذرية، بما في ذلك جناح (Republic XF-91 Thunderceptor) الذي نما باتجاه الحافة لتوفير مزيد من الرفع عند الطرف. تم تجهيز هاندلي بيج فيكتور بجناح هلال، بثلاث قيم اكتساح، حوالي 48 درجة بالقرب من جذر الجناح حيث كان الجناح أكثر سمكًا، وطول انتقال 38 درجة و 27 درجة للباقي إلى الحافة.
لم تعد الحلول الحديثة للمشكلة تتطلب تصميمات «مخصصة» مثل هذه. أدت إضافة اللوحات الأمامية واللوحات المركبة الكبيرة إلى الأجنحة إلى حل المشكلة إلى حد كبير. في تصميمات المقاتلات، تعمل إضافة الامتدادات الرائدة، والتي يتم تضمينها عادةً لتحقيق مستوى عالٍ من القدرة على المناورة، على إضافة الرفع أثناء الهبوط وتقليل المشكلة.
بالإضافة إلى النغمة، هناك مضاعفات أخرى متأصلة في تكوين الجناح المكسور. بالنسبة لأي طول جناح معين، يكون الامتداد الفعلي من طرف إلى طرف أقصر من نفس الجناح الذي لم يتم اكتساحه. هناك علاقة قوية بين السحب منخفض السرعة ونسبة العرض إلى الارتفاع، والمدى مقارنة بالوتر، لذلك دائمًا ما يكون للجناح المجترف مزيدًا من السحب عند السرعات المنخفضة. بالإضافة إلى ذلك، يوجد عزم دوران إضافي يطبقه الجناح على جسم الطائرة والذي يجب السماح به عند إنشاء نقل أحمال صندوق الجناح إلى جسم الطائرة. ينتج هذا عن الجزء المهم من رفع الجناح الذي يقع خلف طول المرفق حيث يلتقي الجناح بجسم الطائرة.

### نظرية الاجتياح
نظرية الاجتياح هي وصف لهندسة الطيران لسلوك تدفق الهواء فوق الجناح عندما تواجه الحافة الأمامية للجناح تدفق الهواء بزاوية مائلة. أدى تطوير نظرية الاجتياح إلى تصميم الجناح المجترف الذي تستخدمه معظم الطائرات النفاثة الحديثة، حيث يعمل هذا التصميم بشكل أكثر فاعلية عند السرعات فوق الصوتية والسرعات فوق الصوتية. في شكلها المتقدم، أدت نظرية الاكتساح إلى مفهوم الجناح المجترف التجريبي.
قدم أدولف بوسمان مفهوم الجناح المكتسخ وقدم هذا في عام 1935 في 5. فولتا كونغرس في روما. كانت نظرية الاجتياح بشكل عام موضوعًا للتطوير والتحقيق طوال ثلاثينيات وأربعينيات القرن العشرين، لكن التعريف الرياضي الاختراق لنظرية الاجتياح يُنسب عمومًا إلى روبرت تي جونز من اللجنة الاستشارية الوطنية للملاحة الجوية (NACA) في عام 1945. تعتمد نظرية الاجتياح على نظريات رفع الجناح الأخرى. تصف نظرية خط الرفع الرفع الناتج عن الجناح المستقيم (الجناح الذي تكون فيه الحافة الأمامية متعامدة مع تدفق الهواء). تصف نظرية وايسنجر توزيع الرفع لجناح مكسوف، ولكن ليس لديها القدرة على تضمين توزيع الضغط الوترى. هناك طرق أخرى تصف التوزيعات الوترية، لكن لها قيودًا أخرى. توفر نظرية اكتساح جونز تحليلًا بسيطًا وشاملًا لأداء الجناح المجترف.
قدم روبرت تي جونز شرحًا لكيفية عمل الجناح المنفلت: «افترض أن الجناح عبارة عن أسطوانة ذات مقطع عرضي انسيابي موحد، وتوتر وسمك، ويتم وضعه في تيار هوائي بزاوية انعراج - أي أنه مجتاح إلى الخلف. الآن، حتى إذا أصبحت السرعة المحلية للهواء على السطح العلوي للجناح أسرع من الصوت، فلا يمكن لموجة الصدمة أن تتشكل هناك لأنها يجب أن تكون صدمة رجوعًا - اجرفت في نفس زاوية الجناح - أي أنها ستكون صدمة مائلة. لا يمكن أن تتشكل مثل هذه الصدمة المائلة حتى يصبح مكون السرعة الطبيعي بالنسبة لها أسرع من الصوت.»
لتصور المفهوم الأساسي لنظرية الاكتساح البسيط، فكر في جناح مستقيم غير مائل بطول لانهائي يلتقي بتدفق الهواء بزاوية عمودية. يساوي توزيع ضغط الهواء الناتج طول وتر الجناح (المسافة من الحافة الأمامية إلى الحافة الخلفية). إذا بدأنا في تحريك الجناح جانبياً (على امتداد اتجاهه)، ستتم إضافة الحركة الجانبية للجناح بالنسبة للهواء إلى تدفق الهواء العمودي السابق، مما يؤدي إلى تدفق الهواء فوق الجناح بزاوية إلى الحافة الأمامية. تؤدي هذه الزاوية إلى انتقال تدفق الهواء لمسافة أكبر من الحافة الأمامية إلى الحافة الخلفية، وبالتالي يتم توزيع ضغط الهواء على مسافة أكبر (وبالتالي يتم تقليله عند أي نقطة معينة على السطح).
هذا السيناريو مماثل لتدفق الهواء الذي يمر به الجناح المندفع أثناء انتقاله عبر الهواء. يقابل تدفق الهواء فوق الجناح المنفلت الجناح بزاوية. يمكن تقسيم هذه الزاوية إلى متجهين، أحدهما عمودي على الجناح والآخر موازي للجناح. لا يؤثر التدفق الموازي للجناح عليه، وبما أن المتجه العمودي أقصر (بمعنى أبطأ) من تدفق الهواء الفعلي، فإنه بالتالي يمارس ضغطًا أقل على الجناح. بعبارة أخرى، يتعرض الجناح لتدفق هواء أبطأ - وعند ضغوط أقل - من السرعة الفعلية للطائرة.
من العوامل التي يجب مراعاتها عند تصميم جناح عالي السرعة قابلية الانضغاط، وهو التأثير الذي يؤثر على الجناح عند اقترابه من سرعة الصوت وعبوره. جعلت الآثار السلبية الكبيرة للانضغاطية مشكلة رئيسية مع مهندسي الطيران. تساعد نظرية الاجتياح على التخفيف من آثار الانضغاط في الطائرات العابرة للصوت والأسرع من الصوت بسبب الضغوط المنخفضة. هذا يسمح لعدد ماخ للطائرة أن يكون أعلى من العدد الفعلي للجناح.
هناك أيضًا جانب سلبي لنظرية الاكتساح. يرتبط الرفع الذي ينتجه الجناح ارتباطًا مباشرًا بسرعة الهواء فوق الجناح. نظرًا لأن سرعة تدفق الهواء التي يواجهها الجناح المكسور أقل من السرعة الفعلية للطائرة، تصبح هذه مشكلة أثناء مراحل الطيران البطيء، مثل الإقلاع والهبوط. كانت هناك طرق مختلفة لمعالجة المشكلة، بما في ذلك تصميم الجناح متغير الوقوع على (Vought F-8 Crusader)، والأجنحة المتأرجحة على الطائرات مثل إف-14 وإف-111 وبانفيا تورنادو.

## تصميمات متنوعة
المصطلح «الجناح المجترف» يستخدم عادة ليعني «الانجراف للخلف»، ولكن المتغيرات الأخرى المتغيرة تشمل الاكتساح الأمامي، وأجنحة الاجتياح المتغيرة والأجنحة المائلة التي يندفع فيها أحد الجانبين للأمام والآخر للخلف. يشتمل جناح دلتا أيضًا على نفس المزايا كجزء من تصميمه.

### اكتساح إلى الأمام

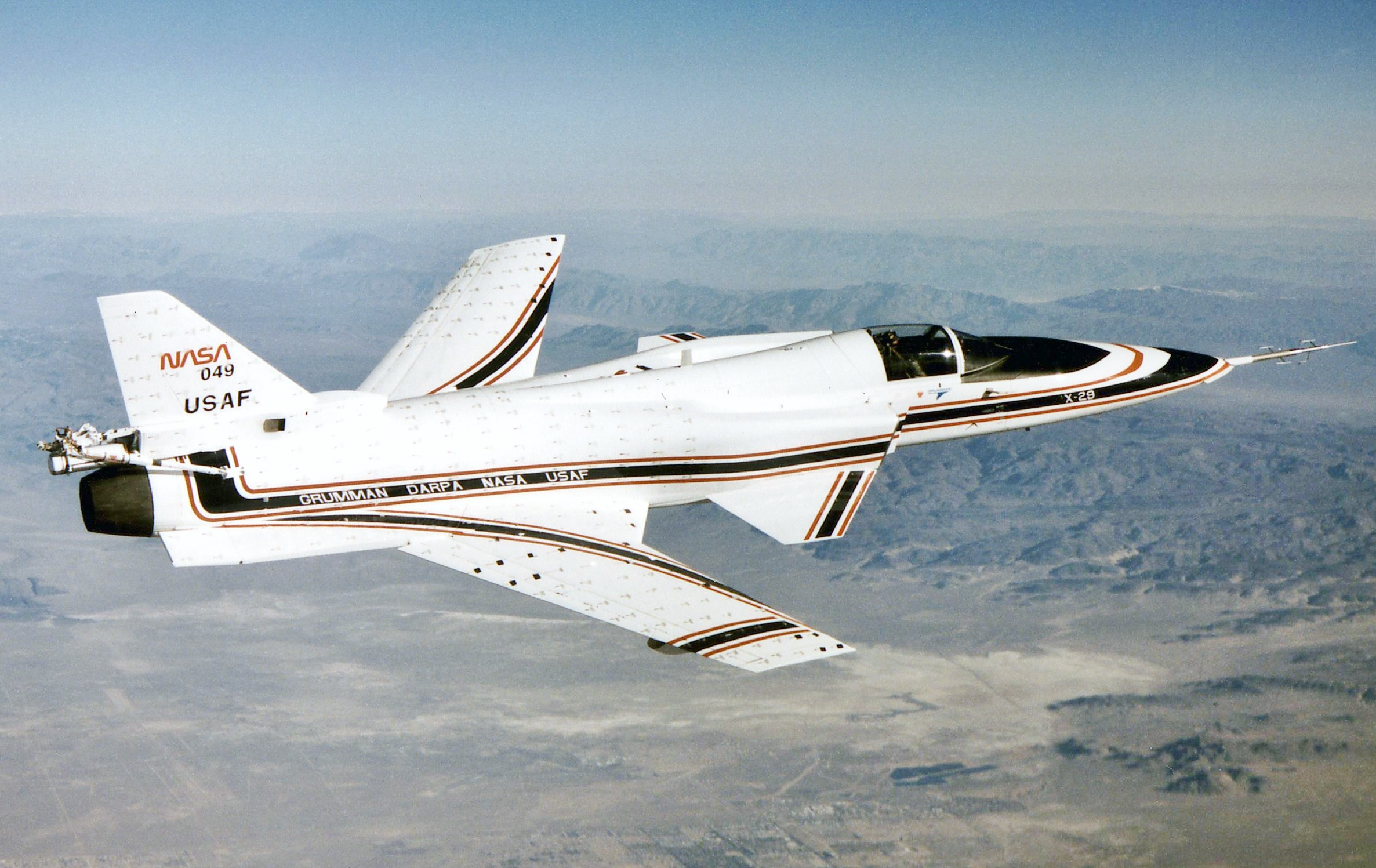
طائرة تجريبية من طراز غرومان إكس - 29، مثال صارخ على الجناح المجترف المندفع إلى الأمام

إن اكتساح الجناح للأمام له نفس تأثير المؤخرة تقريبًا من حيث تقليل السحب، ولكن له مزايا أخرى من حيث التعامل مع السرعة المنخفضة حيث تختفي مشاكل المماطلة الطرفية ببساطة. في هذه الحالة، يتدفق الهواء منخفض السرعة نحو جسم الطائرة، والذي يعمل كسياج جناح كبير جدًا. بالإضافة إلى ذلك، تكون الأجنحة بشكل عام أكبر في الجذر على أي حال، مما يسمح لها بالحصول على سرعة منخفضة أفضل في الرفع.
ومع ذلك، فإن هذا الترتيب له أيضًا مشاكل استقرار خطيرة. سيتوقف الجزء الخلفي من الجناح أولاً، مما يتسبب في دفع الطائرة إلى مزيد من التوقف بشكل مشابه لتصميم الجناح الخلفي. وبالتالي فإن الأجنحة المنجرفة للأمام تكون غير مستقرة بطريقة مشابهة لمشاكل السرعة المنخفضة للجناح التقليدي. ومع ذلك، على عكس الأجنحة الخلفية المنجرفة، فإن الأطراف الموجودة على التصميم المجترف للأمام سوف تتوقف أخيرًا، مع الحفاظ على التحكم في الانقلاب.
يمكن أن تتعرض الأجنحة المنحرفة للأمام أيضًا لتأثيرات انثناء خطيرة مقارنة بالأجنحة الخلفية التي يمكن أن تلغي ميزة المماطلة الطرفية إذا لم يكن الجناح صلبًا بدرجة كافية. في تصميمات الانجراف الخلفي، عندما تقوم مناورات الطائرة بعامل تحميل مرتفع، فإن تحميل الجناح والهندسة يلفان الجناح بطريقة تؤدي إلى الانجراف (تقلبات الحافة الأمامية لأسفل). هذا يقلل من زاوية الهجوم عند الطرف، وبالتالي يقلل من لحظة الانحناء على الجناح، وكذلك يقلل إلى حد ما من فرصة توقف الطرف. ومع ذلك، فإن نفس التأثير على الأجنحة المندفعة للأمام ينتج عنه تأثير انغلاشي يزيد من زاوية الهجوم لتعزيز توقف الأطراف.
الكميات الصغيرة من الاكتساح لا تسبب مشاكل خطيرة، وقد تم استخدامها على مجموعة متنوعة من الطائرات لنقل الصاري إلى موقع مناسب، كما هو الحال في يونكرز يو 287 أو إتش إف بي 320 هانسا جيتإتش إف بي 320 هانسا جيت. ومع ذلك، كان الاجتياح الأكبر المناسب للطائرات عالية السرعة، مثل المقاتلات، مستحيلًا بشكل عام حتى إدخال أنظمة الطيران عبر الأسلاك التي يمكن أن تتفاعل بسرعة كافية لإخماد حالات عدم الاستقرار هذه. كان غرومان إكس - 29 مشروعًا تجريبيًا تجريبيًا للتكنولوجيا مصممًا لاختبار الجناح المجترف إلى الأمام لتحسين القدرة على المناورة خلال الثمانينيات. تعتبر سوخوي سو-47 «بيركوت» (Berkut) من الطائرات التجريبية البارزة الأخرى التي تطبق هذه التكنولوجيا لتحقيق مستويات عالية من الرشاقة. حتى الآن، لم يدخل أي تصميم متقدم للغاية في الإنتاج.

## تاريخ

### التاريخ المبكر
التزمت الطائرات الناجحة الأولى بالتصميم الأساسي للأجنحة المستطيلة بزوايا قائمة على جسم الآلة، ولكن كان هناك تجريبيون اكتشفوا أشكالًا هندسية أخرى لتحقيق نتائج ديناميكية هوائية أفضل. ظهرت هندسة الجناح المنجرف قبل الحرب العالمية الأولى، وصُمم كوسيلة للسماح بتصميم طائرات آمنة ومستقرة. أفضل هذه التصاميم فرضت «التخميد الذاتي» الاستقرار المتأصل على الجناح المكسور اللامع. ألهمت هذه العديد من الطائرات الشراعية ذات الأجنحة الطائرة وبعض الطائرات التي تعمل بالطاقة خلال سنوات ما بين الحربين العالميتين.

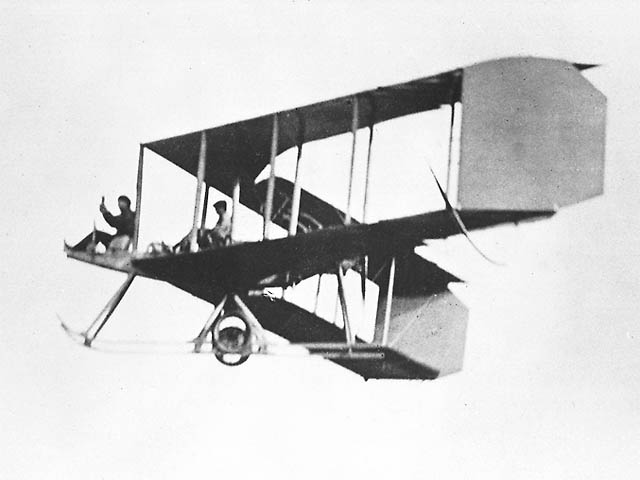
طائرة من طراز بيرجس-دن ذات السطحين اللامعين: يتم تضخيم زاوية الاجتياح من خلال المنظر الجانبي، مع وجود فجوة أيضًا عند أطراف الجناح.

أول من حقق الاستقرار كان المصمم البريطاني جيه دبليو دن الذي كان مهووسًا بتحقيق الاستقرار المتأصل في الرحلة. نجح في استخدام الأجنحة المكسورة في طائرته الخالية من الذيل (والتي، بشكل حاسم، استخدمت الانجراف) كوسيلة لخلق استقرار ثابت طولي إيجابي. بالنسبة للطائرات ذات السرعة المنخفضة، يمكن استخدام الأجنحة المجترَفة لحل المشكلات المتعلقة بمركز الجاذبية، أو لنقل الصاري الجناح إلى موقع أكثر ملاءمة، أو لتحسين الرؤية الجانبية من موضع الطيار. بحلول عام 1905، كان دن قد بنى بالفعل نموذجًا لطائرة شراعية بأجنحة مائلة، وبحلول عام 1913 كان قد بنى متغيرات كهربائية ناجحة كانت قادرة على عبور القناة الإنجليزية. كانت دن دي.5 مستقرة بشكل استثنائي من الناحية الديناميكية الهوائية في ذلك الوقت، وتم بيع D.8 إلى الفيلق الجوي الملكي؛ تم تصنيعها أيضًا بموجب ترخيص من ستارلينغ بيرغس إلى البحرية الأمريكية من بين عملاء آخرين.
توقف عمل دان مع بداية الحرب في عام 1914، ولكن بعد ذلك تم تبني الفكرة من قبل (GTR Hill) في إنجلترا الذي صمم سلسلة من الطائرات الشراعية والطائرات وفقًا لإرشادات دن، ولا سيما سلسلة (Westland-Hill Pterodactyl.) ومع ذلك، قوبلت نظريات دن بقبول ضئيل بين مصممي الطائرات الرائدين وشركات الطيران في ذلك الوقت.

### التطورات الألمانية

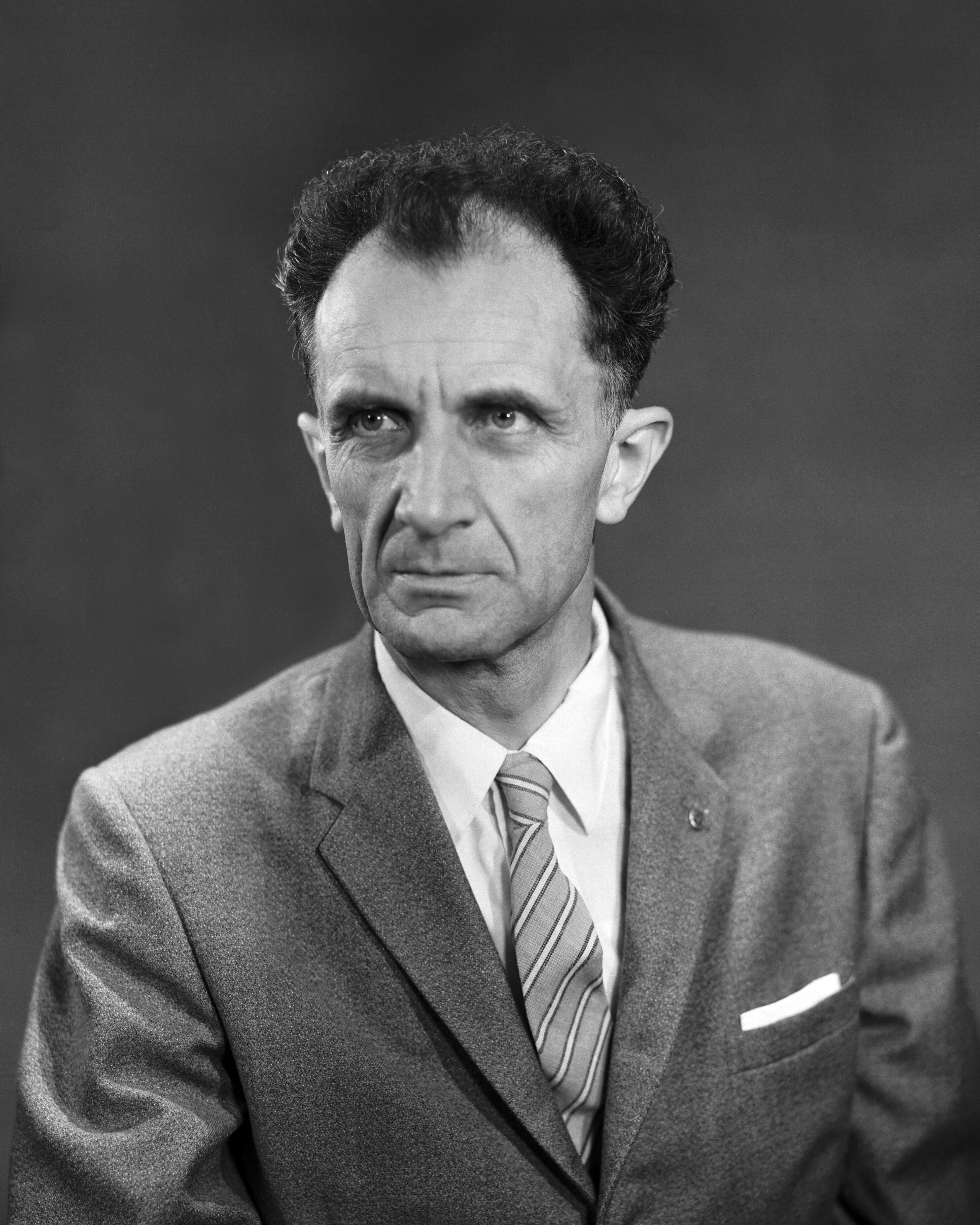
اقترح أدولف بوسمان استخدام الأجنحة المقطوعة لتقليل السحب بسرعة عالية، في مؤتمر فولتا عام 1935.

تم تطوير فكرة استخدام الأجنحة المقطوعة لتقليل السحب عالي السرعة في ألمانيا في الثلاثينيات. في اجتماع مؤتمر فولتا في عام 1935 في إيطاليا، اقترح الدكتور أدولف بوسمان استخدام الأجنحة المقطوعة في الطيران الأسرع من الصوت. وأشار إلى أن سرعة الهواء فوق الجناح يهيمن عليها المكون الطبيعي لتدفق الهواء، وليس سرعة التيار الحر، لذلك من خلال ضبط الجناح بزاوية، ستكون السرعة الأمامية التي ستتشكل بها موجات الصدمة أعلى (لوحظ نفس الشيء. بواسطة ماكس مونك في عام 1924، وإن لم يكن في سياق الطيران عالي السرعة). اقترح ألبرت بيتز على الفور أن نفس التأثير سيكون مفيدًا بنفس القدر في الترانسونيك. بعد العرض التقديمي، رسم مضيف الاجتماع، أرتورو كروكو، مازحا «طائرة بوسمان في المستقبل» على ظهر قائمة الطعام أثناء تناولهم العشاء. أظهر رسم كروكو تصميمًا كلاسيكيًا للمقاتلة في الخمسينيات من القرن الماضي، مع أجنحة مجنحة وأسطح الذيل، على الرغم من أنه رسم أيضًا مروحة مفلطحة تعمل على تشغيلها.
في ذلك الوقت، لم تكن هناك طريقة لتشغيل طائرة بهذه السرعات، وحتى أسرع طائرة في ذلك العصر كانت تقترب من 400 كيلومتر في الساعة (249 ميل/س) فقط.. كان العرض التقديمي ذا أهمية أكاديمية إلى حد كبير، وسرعان ما نسي. حتى الحاضرين البارزين بما في ذلك تيودور فون كارمان وإيستمان جاكوبس لم يتذكروا العرض التقديمي بعد 10 سنوات عندما أعيد تقديمه لهم.
أجرى هوبرت لودفيغ من فرع الديناميكا الهوائية عالية السرعة في غوتينن (AVA Göttingen) في عام 1939 أول اختبارات نفق الرياح للتحقيق في نظرية بوسمان. تم اختبار جناحين، أحدهما بدون اكتساح، والآخر بزاوية 45 درجة من الاكتساح عند أرقام ماك 0.7 و 0.9 في 11 × 13 نفق رياح سم. أكدت نتائج هذه الاختبارات انخفاض السحب الذي توفره الأجنحة المنكسرة بسرعات ترانزيت. تم إرسال نتائج الاختبارات إلى ألبرت بيتز الذي مررها بعد ذلك إلى ويلي ميسرشميت في ديسمبر 1939. تم توسيع الاختبارات في عام 1940 لتشمل أجنحة بـ 15 و 30 و -45 درجة من اكتساح وأرقام ماخ تصل إلى 1.21.
مع إدخال الطائرات في النصف الأخير من الحرب العالمية الثانية، أصبح الجناح المجترف قابلاً للتطبيق بشكل متزايد لتلبية الاحتياجات الديناميكية الهوائية على النحو الأمثل. عانت الطائرة الألمانية مسرشميت مي 262 التي تعمل بالطاقة النفاثة ومسرشميت مي 163 التي تعمل بالطاقة الصاروخية من تأثيرات الانضغاط التي جعلت من الصعب للغاية التحكم في كلتا الطائرتين بسرعات عالية. بالإضافة إلى ذلك، وضعتهم السرعات في نظام السحب الموجي، وأي شيء يمكن أن يقلل هذا السحب سيزيد من أداء طائراتهم، ولا سيما أوقات الرحلات القصيرة المعروفة والتي تقاس بالدقائق. نتج عن ذلك برنامج تحطم الطائرة لتقديم تصميمات أجنحة مجنحة جديدة، سواء للمقاتلين أو القاذفات. تم تصميم بلوم وفوس بيه 215 للاستفادة الكاملة من الخصائص الديناميكية الهوائية للجناح المكسور؛ ومع ذلك، تم استلام طلبية لثلاثة نماذج أولية قبل أسابيع فقط من انتهاء الحرب ولم يتم بناء أي أمثلة على الإطلاق. كان فوكه وولف تا 183 تصميمًا آخر لمقاتلة الجناح، ولكن لم يتم إنتاجه أيضًا قبل نهاية الحرب. في فترة ما بعد الحرب، طور كيرت تانك طراز فوكه وولف تا 183 إلى IAe Pulqui II، لكن هذا لم ينجح.
تم بناء نموذج أولي لطائرة اختبار، مسرشميت (Me P.1101)، للبحث في مقايضات التصميم وتطوير قواعد عامة حول زاوية الاكتساح التي يجب استخدامها. عندما اكتمل بنسبة 80 ٪، تم الاستيلاء على (P.1101) من قبل القوات الأمريكية وإعادتها إلى الولايات المتحدة، حيث تم إجراء نسختين إضافيتين مع محركات أمريكية الصنع في البحث باسم بيل إكس-5. كانت تجربة ألمانيا في زمن الحرب مع الأجنحة المنجرفة وقيمتها العالية للطيران الأسرع من الصوت في تناقض قوي مع الآراء السائدة لخبراء الحلفاء في تلك الحقبة، الذين اعتنقوا إيمانهم باستحالة سفر المركبات المأهولة بمثل هذه السرعات.

### تطورات ما بعد الحرب

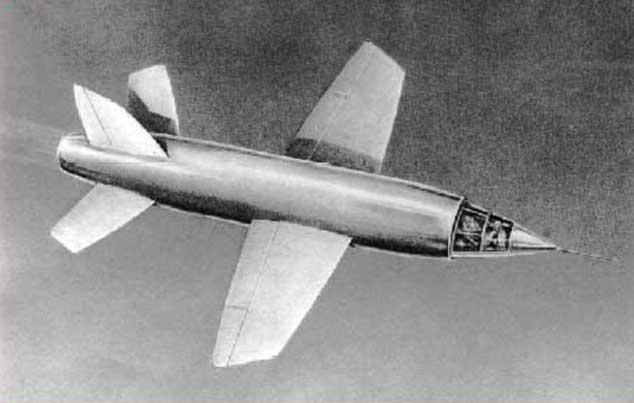
انطباع الفنان عن Miles M.52

خلال حقبة ما بعد الحرب مباشرة، أجرت عدة دول أبحاثًا على الطائرات عالية السرعة. في المملكة المتحدة، بدأ العمل في عام 1943 على مايلز إم.52، وهي طائرة تجريبية عالية السرعة مزودة بجناح مستقيم تم تطويره بالاشتراك مع شركة فرانك ويتل باور جتس، والمؤسسة الملكية للطائرات (RAE) في فارنبورو، والمختبر الفيزيائي الوطني. تم تصور (M.52) لتكون قادرة على تحقيق 1,000 ميل في الساعة (1,600 كم/س) في مستوى الطيران، مما يتيح للطائرة أن تكون أول من يتجاوز سرعة الصوت في العالم. في فبراير 1946، توقف البرنامج فجأة لأسباب غير واضحة. منذ ذلك الحين، تم الاعتراف على نطاق واسع بأن إلغاء M.52 كان بمثابة نكسة كبيرة في التقدم البريطاني في مجال التصميم الأسرع من الصوت.
برنامج آخر أكثر نجاحًا هو بيل إكس-1 الأمريكي، والذي تم تجهيزه أيضًا بجناح مستقيم. وفقًا لمايلز رئيس الديناميكا الهوائية دينيس بانكروفت، تم منح شركة بيل للطائرات إمكانية الوصول إلى الرسومات والأبحاث على (M.52). في 14 أكتوبر 1947، قامت بيل إكس-1 بأول رحلة أسرع من الصوت بقيادة الكابتن تشارلز "تشاك" ييغر، بعد أن تم إسقاطها من حجرة القنابل لطائرة بوينغ بي-29 سوبر فورترس وحققت سرعة قياسية بلغت ماخ. 1.06 (700 ميل في الساعة (1,100 كم/س؛ 610 عقدة)). فاجأ خبر نجاح الطائرة الأسرع من الصوت العديد من خبراء الطيران على جانبي المحيط الأطلسي، حيث ساد الاعتقاد بشكل متزايد أن تصميم الجناح المنفلت ليس مفيدًا للغاية فحسب، بل ضروريًا أيضًا لكسر حاجز الصوت.

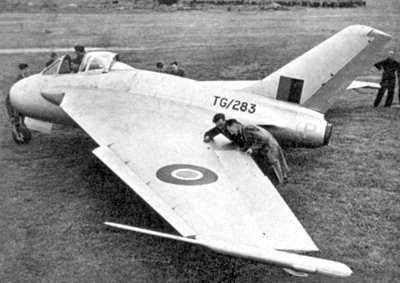
دي هافيلاند دي إتش 108، نموذج أولي للطائرة ذات أجنحة مجترَفة

خلال السنوات الأخيرة من الحرب العالمية الثانية، بدأ مصمم الطائرات السير جيفري دي هافيلاند تطوير طائرة دي هافيلاند كوميت، والتي ستصبح أول طائرة نفاثة في العالم. كان أحد اعتبارات التصميم المبكرة هو ما إذا كان سيتم تطبيق التكوين الجديد للجناح المكنوس. وهكذا، تم تطوير طائرة تجريبية لاستكشاف التكنولوجيا، دي هافيلاند دي إتش 108، من قبل الشركة في عام 1944، برئاسة مهندس المشروع جون كارفر ميدوز فروست مع فريق من 8-10 رسامين ومهندسين. يتكون دي إتش 108 بشكل أساسي من إقران جسم الطائرة الأمامي لـ دي هافيلاند فامباير بجناح مجتاح وذيل عمودي صغير؛ كانت أول طائرة نفاثة ذات أجنحة مجنحة بريطانية معروفة بشكل غير رسمي باسم «السنونو». حلقت الطائرة لأول مرة في 15 مايو 1946، بعد ثمانية أشهر فقط من الموافقة على المشروع. طار طيار اختبار الشركة وابن البناء، جيفري دي هافيلاند جونيور، أول طائرة من ثلاث طائرات ووجدها سريعة للغاية - بالسرعة الكافية لمحاولة تحقيق رقم قياسي عالمي في السرعة. في 12 أبريل 1948، سجل دي إتش 108 رقمًا قياسيًا عالميًا للسرعة عند 973.65 كم / ساعة (605 ميل في الساعة)، أصبحت لاحقًا أول طائرة نفاثة تتجاوز سرعة الصوت.
حول هذا الإطار الزمني نفسه، قدمت وزارة الطيران برنامجًا للطائرات التجريبية لفحص تأثيرات الأجنحة المنكسرة، بالإضافة إلى تكوين جناح دلتا. علاوة على ذلك، حدد سلاح الجو الملكي (RAF) زوجًا من الطائرات المقاتلة المقترحة المزودة بأجنحة من طراز طائرات هوكر و Sسوبر مارين وهوكر هنتر وسوبر مارين سويفت على التوالي، ونجحت في الضغط على الطلبات ليتم وضعها `` من لوحة الرسم '' في عام 1950. في 7 سبتمبر 1953، حطمت الطائرة الوحيدة هنتر Mk 3 (النموذج الأولي المعدل، WB 188) بواسطة نيفيل ديوك الرقم القياسي العالمي لسرعة الهواء للطائرات التي تعمل بالطاقة النفاثة، حيث وصلت إلى سرعة 727.63 ميل في الساعة (1,171.01.00) كم / ساعة) فوق ليتل هامبتون، غرب ساسكس. صمد هذا الرقم القياسي العالمي لأقل من ثلاثة أسابيع قبل أن يتم كسره في 25 سبتمبر 1953 من قبل منافس هنتر المبكر، سوبر مارين سويفت، بواسطة مايكل ليثقو.
في فبراير 1945، بدأ روبرت تي جونز، مهندس NACA، النظر في أجنحة دلتا شديدة الانجراف وأشكال V، واكتشف نفس تأثيرات أدولف بوسمان. أنهى تقريرًا مفصلاً عن المفهوم في أبريل، لكنه وجد عمله تعرض لانتقادات شديدة من قبل أعضاء آخرين في مركز لانغلي البحثي، ولا سيما ثيودور ثيودورسن، الذي أشار إليه باسم «الخزعبلات» وطالب ببعض «الرياضيات الحقيقية». ومع ذلك، فقد حصل جونز بالفعل على بعض الوقت لنماذج الطيران الحر تحت إشراف روبرت جيلروث، الذي تم تقديم تقاريره في نهاية مايو وأظهرت انخفاضًا في السحب بأربعة أضعاف بسرعات عالية. تم تجميع كل هذا في تقرير نُشر في 21 يونيو 1945، وتم إرساله إلى الصناعة بعد ثلاثة أسابيع. ومن المفارقات، في هذه المرحلة، أن عمل بوسمان قد تم تجاوزه بالفعل.

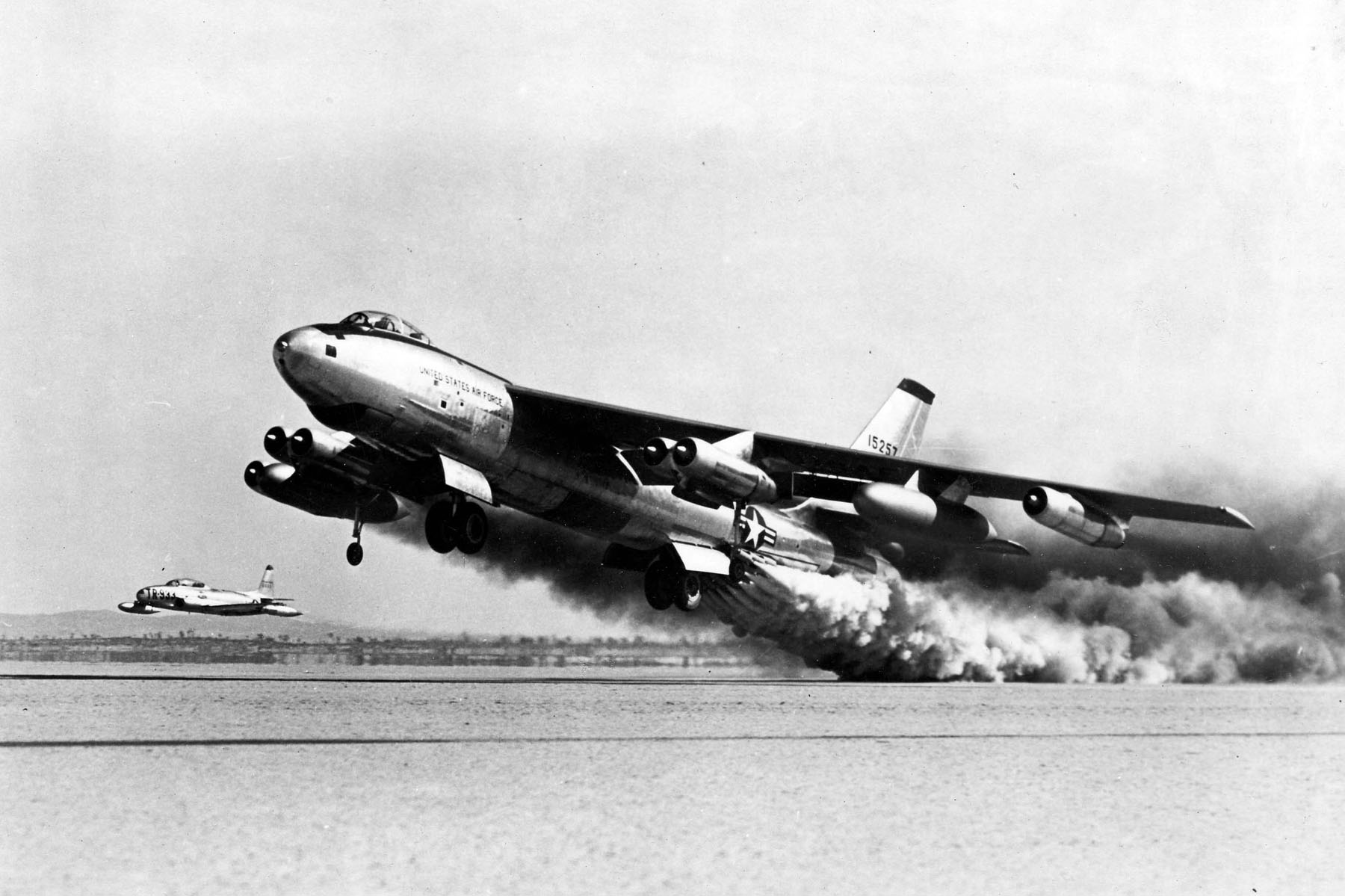
أول طائرة أمريكية ذات أجنحة مكتسحة، بوينغ بي-47 ستراتوجت

في مايو 1945، وصلت عملية مشبك الورق الأمريكية إلى براونشفايغ، حيث اكتشف الأفراد الأمريكيون عددًا من نماذج الأجنحة المجنحة وكتلة من البيانات التقنية من أنفاق الرياح. كان أحد أعضاء الفريق الأمريكي هو جورج س. شيرر، الذي كان يعمل في ذلك الوقت في شركة بوينغ. أرسل على الفور رسالة إلى بن كوهن في بوينغ، أبلغ فيها قيمة مفهوم الجناح المكنوس. كما طلب من كوهن توزيع الرسالة على شركات أخرى أيضًا، على الرغم من أن بوينغ وأمريكا الشمالية فقط استخدما الخطاب على الفور. 
كانت شركة بوينغ في خضم تصميم بوينغ بي-47 ستراتوجت، وكان الطراز الأولي 424 تصميمًا مستقيم الجناح مشابهًا للطائرات بي-45 وبي-46 وبي-48 التي تنافست معها. اقترح تحليل أجراه مهندس بوينغ فيك غانزر زاوية اكتساح مثالية تبلغ حوالي 35 درجة. بحلول سبتمبر 1945، تم إدخال بيانات براونشفايغ في التصميم، والذي ظهر مرة أخرى باسم الموديل 448، وهو تصميم أكبر بستة محركات مع أجنحة أكثر قوة اجتاحت عند 35 درجة. نقلت عملية إعادة عمل أخرى المحركات إلى حاضنات مثبتة على دعامة تحت الأجنحة بسبب المخاوف من الفشل غير المحتوم لمحرك داخلي يمكن أن يدمر الطائرة إما عن طريق الحريق أو الاهتزاز. تم الترحيب بالطائرة بي-47 الناتجة باعتبارها الأسرع من فئتها في العالم خلال أواخر الأربعينيات، وتغلبت على المنافسة ذات الأجنحة المستقيمة. منذ ذلك الحين، تم اعتماد صيغة بوينغ للنقل النفاث للأجنحة المجترَفة والمحركات المثبتة على الصوامع على مستوى العالم. 
في المقاتلات، كانت شركة طيران أمريكا الشمالية في خضم العمل على مقاتلة بحرية ذات جناح مستقيم تعمل بالطاقة النفاثة، كانت تعرف آنذاك باسم FJ-1؛ تم تقديمه لاحقًا إلى سلاح الجو الأمريكي باسم إكس بي-86. درس لاري جرين، الذي كان بإمكانه قراءة اللغة الألمانية، تقارير بوسمان وأقنع الإدارة بالسماح بإعادة التصميم بدءًا من أغسطس 1945. سمح أداء الطائرة إف-86 إيه بوضع أول رقم من بين العديد من سجلات السرعة العالمية الرسمية، حيث وصلت إلى 671 ميل في الساعة (1,080 كم/س) في 15 سبتمبر 1948، بواسطة الرائد ريتشارد ل. جونسون. مع ظهور ميغ-15، اندفعت الطائرة إف-86 إلى القتال، في حين أن الطائرات ذات الأجنحة المستقيمة مثل لوكهيد بي-80 شوتينق ستار وريببلك إف-84 ثندرجت سرعان ما هبطت إلى مهام الهجوم الأرضي. بعضها، مثل إف-84 وغرومان إف-9 كوغار، أعيد تصميمها لاحقًا بأجنحة مجنحة من الطائرات ذات الأجنحة المستقيمة. سيتم تصميم الطائرات اللاحقة، مثل نورث أمريكان إف-100 سوبر سابر، بأجنحة مائلة من البداية، على الرغم من أن الابتكارات الإضافية مثل الاحتراق اللاحق، وقاعدة المنطقة، وأسطح التحكم الجديدة ستكون ضرورية لإتقان الطيران الأسرع من الصوت.

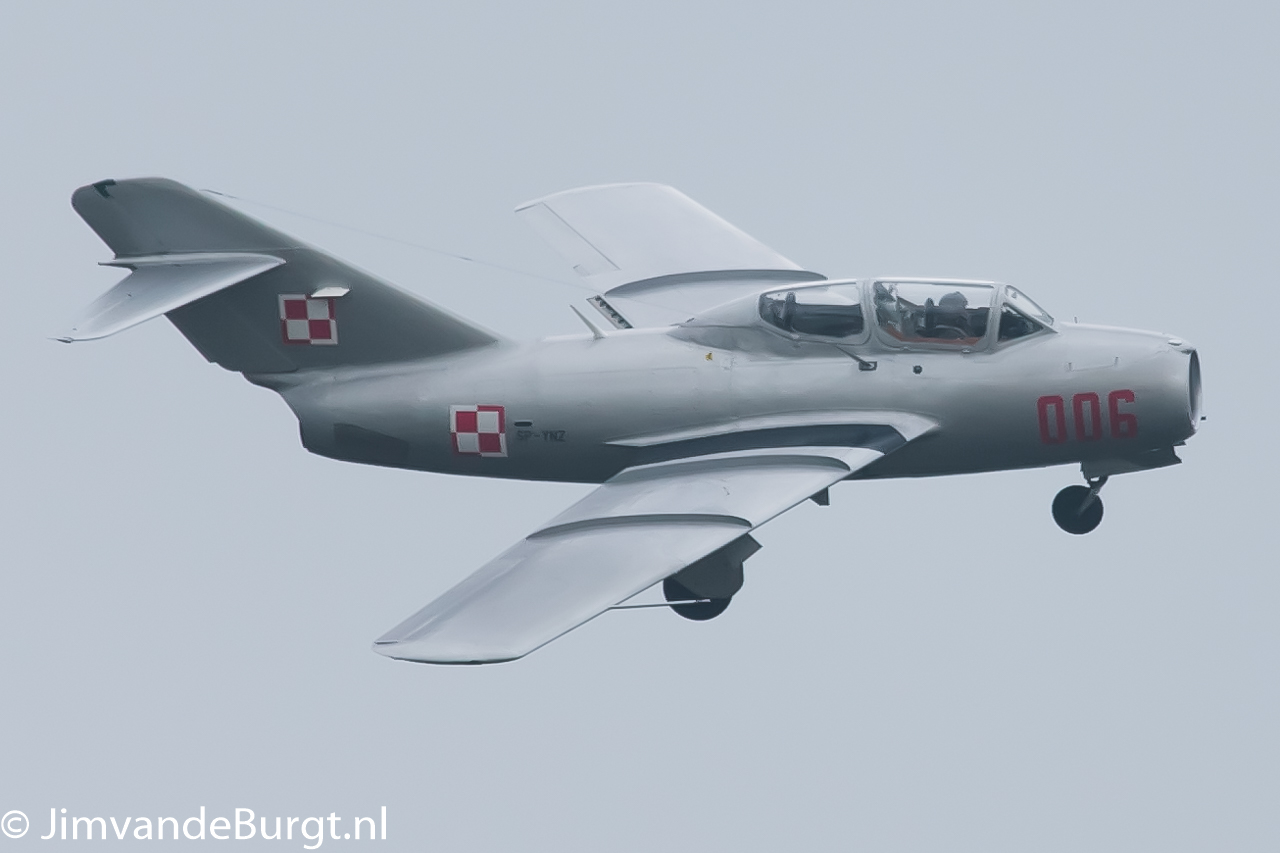
طائرة من طراز ميغ-15 تابعة لسلاح الجو البولندي

كان الاتحاد السوفيتي سريعًا أيضًا في التحقيق في مزايا الأجنحة المنكسرة على الطائرات عالية السرعة، عندما انتشر نظرائهم من «تكنولوجيا الطيران التي تم الاستيلاء عليها» للحلفاء الغربيين عبر الرايخ الثالث المهزوم. طُلب من أرتيم ميكويان من قبل قسم أبحاث الطيران التابع للحكومة السوفيتية في تساجي تطوير طائرة تجريبية للبحث في فكرة الجناح المكسور - وكانت النتيجة طائرة ميغ 8 أوتكا ذات التصميم المائي غير العادية التي تم إطلاقها في أواخر عام 1945، مع موقعها الخلفي. جرفت الأجنحة للخلف لهذا النوع من البحث. تم تطبيق الجناح المكتسحوب على ميغ-15، وهي مقاتلة مبكرة تعمل بالطاقة النفاثة، وتبلغ سرعتها القصوى 1,075 كيلومتر في الساعة (668 ميل/س) تفوقت على الطائرات النفاثة الأمريكية ذات الأجنحة المستقيمة والمقاتلات ذات المحركات المكبسية التي تم نشرها في البداية خلال الحرب الكورية. يُعتقد أن طائرة ميغ-15 كانت واحدة من أكثر الطائرات النفاثة إنتاجًا؛ سيتم تصنيع ما يزيد عن 13000 في نهاية المطاف.
كان طراز ميغ-15، الذي لا يمكن أن يتجاوز ماخ 0.92 بأمان، بمثابة الأساس لطائرة ميغ-17، التي تم تصميمها بحيث يمكن التحكم فيها بأعداد أعلى من ماخ. تم تغيير اتجاه الجناح، 45 درجة بالقرب من جسم الطائرة (مثل إف-100 سوبر سابر)، إلى 42 درجة للجزء الخارجي من الجناح. وهناك مشتق آخر من التصميم، وهو ميغ-19، يتميز بجناح رقيق نسبيًا يناسب الطيران الأسرع من الصوت والذي تم تصميمه في TsAGI، المعهد السوفيتي المركزي للديناميكية الهوائية. ظهر هذا الجناح بزاوية 55 درجة، ويتميز بسياج جناح واحد على كل جانب. يتميز طراز ميغ-19SV المتخصص في الارتفاعات العالية، من بين تغييرات أخرى، بغطاء قابل للتعديل لتوليد قوة رفع أكبر على ارتفاعات أعلى، مما يساعد على زيادة سقف الطائرة من 17,500 متر (57,400 قدم) إلى 18,500 متر (60,700 قدم).
كما تم الحصول على أبحاث الجناح الألماني من خلال شركة تصنيع الطائرات السويدية ساب، بمساعدة مهندسي مسرشميت السابقين الذين فروا إلى سويسرا في أواخر عام 1945. في ذلك الوقت، رأت شركة شركة ساب للطائرات الحاجة إلى تحقيق تقدم في مجال الطيران، لا سيما في مجال الدفع النفاث الجديد. قامت الشركة بدمج كل من المحرك النفاث والجناح المنفلت لإنتاج مقاتلة ساب 29 تونان. في 1 سبتمبر 1948، أجرى أول نموذج أولي رحلته الأولى، بواسطة طيار الاختبار الإنجليزي قائد سرب روبرت أ. بوب، على الرغم من عدم معرفته جيدًا خارج السويد، كانت تونان أول طائرة غربية سيتم تقديم مقاتلة أوروبية بمثل هذا التكوين الجناح. في موازاة ذلك، طورت ساب أيضًا طائرة مجنحة أخرى، ساب 32 لانسن، لتعمل في المقام الأول كطائرة هجومية قياسية في السويد. يتميز جناحها، الذي يتمتع بمظهر جانبي بنسبة 10 في المائة و 35 درجة، بأسوار مثلثة بالقرب من جذور الجناح من أجل تحسين تدفق الهواء عندما كانت الطائرة تحلق بزاوية هجوم عالية. في 25 أكتوبر 1953، وصل ساب 32 لانسن إلى رقم ماخ لا يقل عن 1.12 أثناء الغوص الضحل، متجاوزًا حاجز الصوت.
أظهرت النجاحات التي حققتها طائرات مثل هوكر هنتر و B-47 و F-86 قيمة أبحاث الجناح المكسور التي تم الحصول عليها من ألمانيا. في نهاية المطاف، ستشمل جميع جهود التصميم المتقدمة للطائرات عالية السرعة جناحًا بحافة أمامية منكسرة، إما بجناح مجنح أو شكل جناح دلتا. تستمر طائرة بوينغ بي 52، المصممة في الخمسينيات من القرن الماضي، في الخدمة كمفجر ثقيل بعيد المدى دون سرعة الصوت. في حين أن السوفييت لم يطابقوا أبدًا أداء طائرة بوينغ بي-52 ستراتوفورتريس بطائرة نفاثة، فإن قاذفة توبوليف تو-95 ذات المدى العابر للقارات ذات سرعة قصوى تبلغ 920 كم / ساعة، التي تجمع بين الأجنحة المندفعة والدفع المروحي، تظل أيضًا في الخدمة اليوم، كونها أسرع طائرة إنتاج تعمل بالمروحة. في بريطانيا، دخلت طائرتان قاذفتان مجنحتان الخدمة، هما فيكرز فالينت (1955) وهاندلي بيج فيكتور (1958).
بحلول أوائل الخمسينيات من القرن الماضي، كان لكل مقاتل جديد تقريبًا جناح مجتاح. بحلول الستينيات، اعتمدت معظم الطائرات المدنية أيضًا أجنحة مجنحة. استخدمت معظم التصميمات المبكرة والأسرع من الصوت مثل ميغ-19 و F-100 أجنحة طويلة وعالية الانجراف. ستصل أجنحة Swept إلى ماخ 2 على باك لايتنينغ، وربابليك إف-105 ثاندرتشيف، المصممة للعمل على مستوى منخفض وسرعة عالية جدًا في المقام الأول من أجل الضربة النووية، ولكن مع قدرة جو-جو ثانوية. بحلول أواخر الستينيات، تم استخدام ماكدونل إف-4 فانتوم الثانية بأعداد كبيرة من قبل القوات الجوية المتأثرة بالولايات المتحدة. تم استخدام أجنحة هندسية متغيرة في الطائرات الأمريكية إف-111 وغرومان إف-14 توم كات والسوفياتي ميكويان ميغ-27، على الرغم من التخلي عن الفكرة لتصميم (SST) الأمريكي. بعد السبعينيات من القرن الماضي، تم تحسين معظم المقاتلات الأحدث من أجل المناورة القتالية الجوية منذ القوات الجوية الأمريكية إف-15 والسوفياتي ميكويان ميغ-29 استخدمت أجنحة ثابتة قصيرة المدى نسبيًا مع مساحة جناح كبيرة نسبيًا. 

## روابط خارجية
- أجنحة مجنحة وثنائية السطوح فعالة
- تطور الأجنحة المجنحة نسخة محفوظة 13 أكتوبر 2014 على موقع واي باك مشين.
- بسيطة الرياضيات نظرية الاجتياح
- الرياضيات المتقدمة للأجنحة المجترفة والمكتوبة
- L-39 وأبحاث الجناح
- نظرية الاجتياح في بيئة ثلاثية الأبعاد
- تظهر نتائج CFD فقاعة ثلاثية الأبعاد فوق صوتية فوق جناح A 320. تظهر نتيجة CFD أخرى MDXX وكيف تختفي الصدمة بالقرب من جسم الطائرة حيث يكون القارب الجوي أكثر رشاقة